# Triplophysa ladacensis
Triplophysa ladacensis és una espècie de peix de la família dels balitòrids i de l'ordre dels cipriniformes.

## Morfologia
Els mascles poden assolir els 10,5 cm de longitud total.

## Distribució geogràfica
Es troba al Tibet i a l'Índia (Jammu i Caixmir).